# Till Mossan!
Till Mossan! är Kal P. Dals debutalbum. Som bäst nådde den sjunde plats på svenska albumlistan, och höll sig kvar på listan 14 veckor totalt.
Albumet är en av titlarna i boken Tusen svenska klassiker (2009).

## Produktion
Bandet hade bara några veckor på sig att repetera innan skivan skulle spelas in. De repade i en gammal skola i Borgeby och gjorde en repetitionskonsert på Wermlands nation i Lund. Fotografierna på konvolutet och innerkonvolutet togs av den då 19-åriga Mats Bäcker, som vid denna tidpunkt gick en fotoutbildning på Värnhemsskolan i Malmö. Bilderna till omslagets framsida togs på Kentucky Grill på Lilla Fiskargatan i Lund. Bilderna till innerkonvolutet togs i replokalen, förutom en på Kalle Pedal som togs på Wermlands nation.
Skivan spelades in på fem timmar i Studio Bellatrix i Malmö, och hade ett gäng av Kal P. Dals kompisar och några andra som publik.

## Låtlista
1. Raka Rör
2. Bara Rock n' Roll (It's Only Rock n' Roll)
3. Ålrajt / Rocka Maj (All Right Now)
4. Om Ja' Va' En Slashas / Jag Vill Leva Fri (If I Were A Carpenter)
5. Karolin
6. Tio I Topp
7. Blåa Sko' (Blue Suede Shoes)
8. All Min Kärlek
9. Jonnie (Johnny, Don't Do It, 10cc)
10. SJ (Trad)
11. Kaddilack (Brand New Cadillac)
12. Tutti Frutti

## Musiker
- Kal P Dal - sång, attackpiano
- Janne Knuda - gitarr, sång
- Mårten Micro: 1:e gitarr, sång
- Jo-Jo Kamp: bas, sång
- Bronco Nyman: trummor, congas
- Peps Persson - munspel, piano, stråkar

### Fotnoter
1. ↑  ”KAL P. DAL - TILL MOSSAN (ALBUM)” (på engelska). swedishcharts.com. http://swedishcharts.com/showitem.asp?interpret=Kal+P.+Dal&titel=Till+mossan&cat=a. Läst 4 juli 2014.
2. ↑  Gradvall et al 2009, nr. 493
3. 1 2 3 4 5  Dahlqvist, Peter; Rosengren, Jeanette (2010). Raka rör: Historien om Kal P. Dal. Kira. sid. 91. ISBN 978-91-977339-2-2
4. ↑  Dahlqvist, Peter; Rosengren, Jeanette (2010). Raka rör: Historien om Kal P. Dal. Kira. sid. 96. ISBN 978-91-977339-2-2
5. ↑  Dahlqvist, Peter; Rosengren, Jeanette (2010). Raka rör: Historien om Kal P. Dal. Kira. sid. 101. ISBN 978-91-977339-2-2